# Iveco SuperAV
Der Iveco SuperAV (Surface Performance Amphibious Vehicle) ist ein italienischer 8×8-Schwimmpanzer, hergestellt von Iveco Defence Vehicles in Bozen. Auf Basis des SuperAV wurden verschiedene Varianten entwickelt, darunter in Kooperation mit BAE Systems das Amphibious Combat Vehicle für das United States Marine Corps und das Veicolo Blindato Anfibio für die Streitkräfte Italiens. Eine kleinere 6×6-Ausführung ist der VBTP-MR Guarani-Radpanzer, den Iveco für Brasilien entwickelte.

## Ursprünge
Im Jahr 2006 beschloss Iveco Defence Vehicles (IDV), einen amphibischen 8×8-Radschützenpanzer zu entwickeln, der in diesem Größensegment neben dem Radpanzer Centauro 2 und dessen Schützenpanzervariante VBM das Angebot des Unternehmens abrunden sollte. Es gab zu diesem Zeitpunkt noch keine Forderung des italienischen Militärs für einen solchen Schwimmpanzer, es zeichnete sich jedoch ab, dass sowohl das damalige San-Marco-Regiment der italienischen Marine, als auch das Lagunari-Regiment des Heeres ihre amphibische Panzer vom Typ AAV7 und die Schützenpanzer VCC-1 ersetzen würden.
IDV beschränkte sich nicht auf eine amphibische Version des VBM, sondern entwickelte ein neues Fahrzeug, das eine hervorragende Mobilität an Land und einen hohen Schutz gegen Beschuss, Minen und Sprengfallen mit der nötigen Seetüchtigkeit (mindestens bis Seegang 3) verbinden sollte. Darüber hinaus sollte es luftverladbar sein und in eine Lockheed C-130 passen, was den Abmessungen des Panzerfahrzeugs enge Grenzen setzte. Auf der Grundlage dieser Parameter und unter Übernahme etlicher Elemente der anderen genannten Radpanzer entstand bis Anfang 2009 ein Prototyp mit einem Leergewicht von 15 Tonnen, mit der Möglichkeit, zusätzliche Rüstsätze anzubringen, bis zu einem maximalen Gesamtgewicht von 24 Tonnen. Dieser erste SuperAV-Prototyp hatte noch einen vorne eingebauten 6-Zylinder Cursor 12 mit 540 PS und ein ZF-Automatikgetriebe mit sieben Vorwärts- und einem Rückwärtsgang, hinzu kamen zwei Propeller am Heck. Wegen der Auslegung als Schwimmpanzer und der genannten Luftverladbarkeit unterschied sich die Wanne grundlegend vom VBM; sie war wesentlich kompakter, schmaler und höher, konnte aber in der reinen Transportkonfiguration neben dem Kommandanten, dem Richtschützen und dem Fahrer dennoch zehn weitere Soldaten aufnehmen.
Trotz des offensichtlichen, aber nicht offiziell angemeldeten Bedarfs, zeigte das italienische Militär Interesse an diesem Panzerfahrzeug, eine Bestellung blieb jedoch mangels ausreichender finanzieller Ressourcen zunächst aus, auch weil man sich vorübergehend bei den verschiedenen Auslandseinsätzen mit dem Iveco LMV behelfen konnte und die älteren Fahrzeuge einer weiteren Modernisierung unterzog.

## Varianten

### Amphibious Combat Vehicle

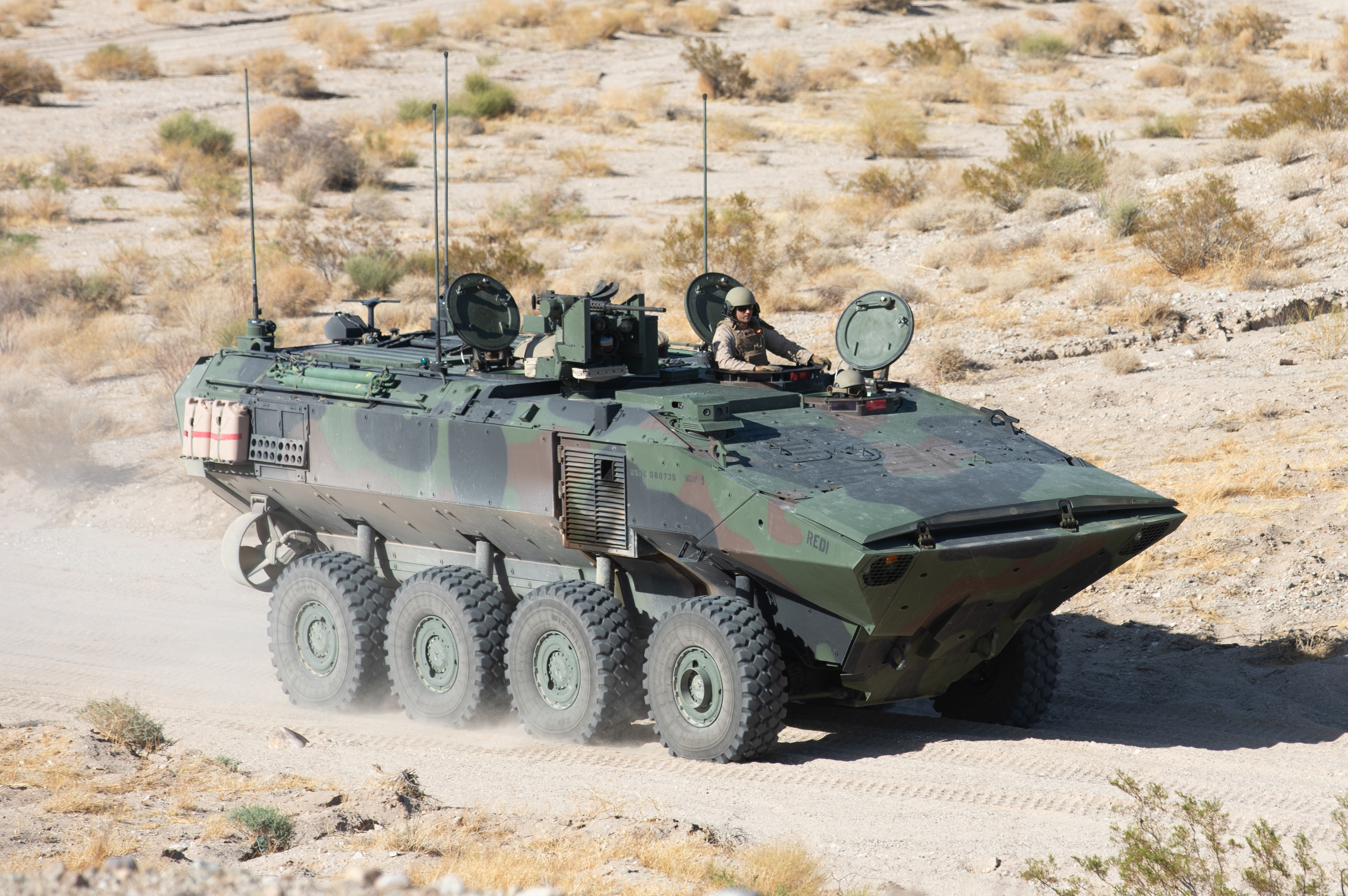
Amphibious Combat Vehicle der US Marines

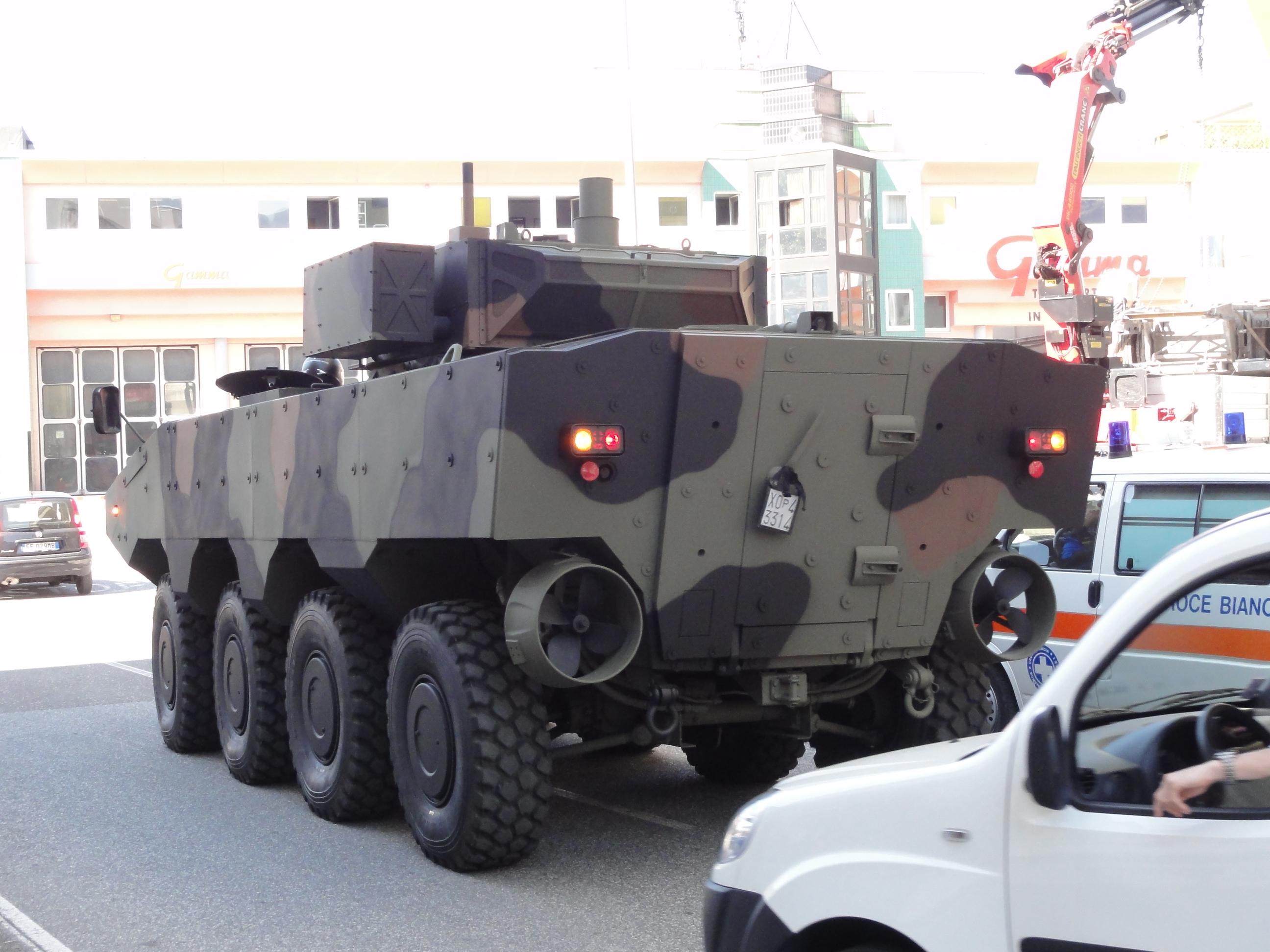
Heck des SuperAV

Seit Ende der 1990er Jahre hatte das United States Marine Corps (USMC) einen Bedarf an neuen amphibischen Panzerfahrzeugen, um seine mehrfach modernisierten AAV7 zu ersetzen. Das Programm für das Nachfolgefahrzeug EFV zog sich in die Länge, zeitigte keine befriedigenden Ergebnisse und wurde daher im Jahr 2012 gestrichen. Es folgten zwei neue Programme: der Marine Personnel Carrier (MPC) und das Amphibious Combat Vehicle (ACV), wobei der MPC im weiteren Verlauf aufgegeben wurde. Iveco schloss sich wegen der potenziell größeren Erfolgsaussichten und wegen der besseren Präsenz vor Ort mit der britischen BAE Systems zusammen und schickte den SuperAV ins Rennen, der für die Bedürfnisse des USMC umfassend überarbeitet wurde. Im Vergleich zur Ursprungsausführung wurde der Panzer breiter und höher, und wegen des daraus resultierenden höheren maximalen Gesamtgewichts von knapp 30 Tonnen wurde es nötig, den stärken Cursor-16-Motor mit 700 PS einzubauen. Statt des deutschen ZF-Getriebes wurde ein US-amerikanisches Allison-4800-SP-Getriebe verbaut, mit sechs Vorwärts- und zwei Rückwärtsgängen. In der Endphase der Auswahl setzte sich der überarbeitete SuperAV am 19. Juni 2018 gegen den Terrex 2 aus Singapur durch; die ersten Serienfahrzeuge erhielt das USMC im folgenden Jahr. 208 Fahrzeuge der ersten Baulose erhielten die Bezeichnung ACV 1.1, es folgen 490 Exemplare mit der Bezeichnung ACV 1.2, die teilweise Spezialfahrzeuge umfasst, darunter Kommandopanzer, Bergepanzer und solche mit schwererer Bewaffnung. Im Fall des ACV verbleibt die design authority bei Iveco, BAE Systems ist der Vertragspartner, die Fahrzeuge werden in den Vereinigten Staaten hergestellt, verschiedene Komponenten kommen direkt aus Italien.

### Veicolo Blindato Anfibio
Die Bezeichnung Veicolo Blindato Anfibio (VBA) oder „Gepanzertes Amphibienfahrzeug“ war ursprünglich eine unternehmensinterne Bezeichnung für den SuperAV, die unverändert vom italienischen Militär übernommen wurde. Beim VBA handelt es sich im Grunde um das Amphibious Combat Vehicle der US Marines, das mit kleineren Modifikationen auch in Italien in Dienst gestellt wird. Im Vergleich zum ACV transportiert das VBA neben der dreiköpfigen Besatzung nur zehn statt 13 Soldaten und bis dato ist auch nur ein ferngesteuertes schweres Maschinengewehr fest auf dem Fahrzeug installiert. Ein erstes Baulos von 36 Fahrzeugen wurde am 22. Dezember 2022 für das 1. San-Marco-Regiment bestellt, der Gesamtbedarf für Marine und Heer liegt bei 144 Fahrzeugen.

### Guarani
Der 6×6-Radpanzer VBTP-MR Guarani wurde von IDV zusammen mit den brasilianischen Streitkräften parallel zum Iveco SuperAV ab 2007 entwickelt und 2009 vorgestellt. Nachdem 2011 die Entwicklung abgeschlossen war, bestellte Brasilien die ersten 86 Guaranis die 2013 und 2014 ausgeliefert wurden. Rund 2000 solcher Panzerfahrzeuge sollen in und für Brasilien hergestellt werden.

### SuperAV Land
Nach dem Erfolg in den Vereinigten Staaten beschloss IDV die Entwicklung einer nicht mehr amphibischen Version mit der Bezeichnung SuperAV Land. Das neue Fahrzeug weist mit dem ACV Gemeinsamkeiten von etwa 85 Prozent auf; insbesondere die Antriebskomponenten sind beinahe identisch. Der neue Radschützenpanzer ist 450 mm kürzer und 190 mm niedriger und transportiert eine Schützengruppe von acht Mann (statt 13). Ein wesentlicher Faktor hinsichtlich der mitführbaren Anzahl der Soldaten ist bei allen 8×8-Versionen, ob in das Fahrzeug ein Geschützturm eingebaut wird und welche Größe dieser hat. Das Fahrzeug gibt es auch als Mörserträger.